# Park Shin-hye
Park Shin-hye (Koreaans: 박신혜) (Gwangju, 18 februari 1990) is een Zuid-Koreaans actrice en zangeres.

## Biografie
Park Shin-hye werd in 1990 geboren in Gwangju maar groeide op in het district Songpa in Seoel. Ze trad een eerste maal op in 2003 in een muziekvideo van singer-songwriter Lee Seung-hwan. Datzelfde jaar debuteerde ze in de populaire Zuid-Koreaanse televisieserie Stairway to Heaven, waar haar acteerprestatie positieve kritieken kreeg van de critici en ze werd bekroond met de SBS Drama Award voor beste jonge actrice. Naast een groot aantal televisieseries acteerde ze ook in films met een eerste hoofdrol in 2007 in de horrorfilm Evil Twin. In 2013 speelde ze mee in Miracle in Cell No. 7 die op 52 dagen tijd 12,32 miljoen bezoekers kreeg en daarmee op de derde plaats eindigde van de meest succesvolle films in Zuid-Korea. Ze won hiervoor ook de Korean Association of Film Critics Award voor beste actrice in een bijrol. In 2014 kwam Park, door haar optredens in de televisieseries The Heirs (2013) en Pinocchio (2014) in de Lijst van Forbes Top-40 van Korea’s meest populaire beroemdheden. Park volgde de opleiding muziek, theater en zang aan de Chung-Ang-universiteit waar ze op 15 februari 2016 afstudeerde.
Om haar tiende verjaardag te vieren als actrice hield Park de "2013 Park Shin Hye Asia Tour: Kiss Of Angel" doorheen vier Aziatische landen, als eerste Koreaanse actrice ooit. Tijdens de optredens gaf ze voordrachten, zong en danste ze.
Sinds 2009 is Park ook actief als "Good Will"-ambassadrice voor verscheidene organisaties.

## Filmografie

### Films
- 2020: #Alive (#살아있다 #saraitda)
- 2016: My Annoying Brother (형 Hyeong)
- 2015: The Beauty Inside (뷰티 인사이드)
- 2013: Miracle in Cell No. 7 (7번방의 선물 7-beon Bang-ui Seonmul)
- 2013: One Perfect Day (사랑의 가위바위보 (kortfilm)
- 2014: The Tailors (상의원 Sanguiwon)
- 2012: Waiting for Jang Joon-hwan (kortfilm)
- 2010: Cyrano Agency (시라노; 연애조작단 Sirano; Yeonae Jojakdan)
- 2010: Green Days (stem)
- 2007: Evil Twin (전설의 고향 Jeonseol-ui Gohyang)
- 2006: Love Phobia (도마뱀 Domabaem)

### Televisieseries
- 2016: Entertainer (딴따라 Ttanttara)
- 2016: Doctors (닥터스 Dakteoseu)
- 2016: Gogh, The Starry Night (고호의 별이 빛나는 밤에 Gogh-ui Byeol-i Bitnaneun Bam-e)
- 2014: Pinocchio (피노키오)
- 2013: Flower Boys Next Door
- 2013: Fabulous Boys
- 2013: The Heirs (상속자들 Sangsokjadeul)
- 2012: Don’t Worry, I’m a Ghost
- 2012: The King of Dramas (cameo in aflevering 1)
- 2011: Heartstrings
- 2011: Hayate the Combat Butler (旋風管家)
- 2010: My Girlfriend Is a Gumiho (cameo in aflevering 6)
- 2010: High Kick! 2 (cameo in aflevering 119)
- 2009: You’re Beautiful
- 2007: Goong S
- 2007: Several Questions That Make Us Happy
- 2007: Kimcheed Radish Cubes
- 2006: Seoul 1945
- 2006: Tree of Heaven
- 2006: Loving Sue
- 2006: Bicheonmu
- 2005: Cute or Crazy
- 2005: One Fine Day
- 2004: If Wait for the Next Train Again
- 2004: Boom
- 2004: Not Alone
- 2003: Stairway to Heaven

## Discografie (singles)
- 2006: Love rain (Tree of Heaven, soundtrack)
- 2009: Lovely Day (You're Beautiful, soundtrack)
- 2009: Without a Word (You're Beautiful, soundtrack)
- 2009: Still (You're Beautiful, soundtrack) met A.N. Jell
- 2009: Fly Me to the Moon (You're Beautiful, soundtrack) met Jang Geun-suk
- 2010: It Was You (Cyrano Agency, soundtrack) met Lee Min Jung
- 2011: The Day We Fall In Love (Heartstrings, soundtrack)
- 2011: I Will Forget You (Heartstrings, soundtrack)
- 2013: Story (The Heirs, soundtrack)
- 2014: Arm Pillow (digitale single)
- 2014: My Dear (My Dear)
- 2014: Love is Like Snow (Pinocchio, soundtrack)
- 2015: Dreaming a Dream (Pinocchio, soundtrack)